# Ioánnis Damanákis
Ioánnis Damanákis (en grec : Ιωάννης Δαμανάκης), ou Yánnis Damanákis (Γιάννης Δαμανάκης), né le 2 février 1952 à La Canée, est un joueur de football international grec.

## Explose à Salonique
À sa majorité, Damanákis joue dans l'équipe pro de sa ville natale où il reste pendant 6 saisons avant de s'envoler pour la Crète, plus précisément pour le PAOK Salonique. Sa première saison est un succès puisque le club finit 3e et Ioannis joue 30 matchs et inscrit 3 buts. La saison suivante, le PAOK finit sur la seconde marche du podium, Ioannis devenu un élément moteur de l'équipe joue 27 matchs pour 4 buts.
Le club de Salonique a une baisse de régime lors de la saison 1978-1979 et finit 4e, Damanákis joue plus lors de cette saison (33 matchs pour 1 but), le PAOK tombe doucement dans le classement finissant 5e en 79-80 mais le joueur grec est sélectionné pour l'Euro 1980 en Italie, néanmoins il ne joue aucun match et l'équipe est éliminée au premier tour.
La saison 1980-1981 voit le club finir 4e, Damanakis totalisera 25 matchs. La fin de saison du PAOK laisse un goût très amer car lors de 32e journée, l'entraineur de l'équipe Gyula Lorant décède contre l'Olympiakos. Le PAOK n'arrive pas à remporter le titre terminant 3e en 81-82, 4e en 82-83, retombe à la 5e place en 83-84 mais remporte enfin le titre de Champion de Grèce devant l'Olympiakos et conservera son titre en 84-85 avec le même nombre de points. Damanákis termine sa carrière en beauté.

## Palmarès
- Championnat de Grèce de football: 1983-1984. 1984-1985 (2 fois)